# Ngày Sách và Bản quyền Thế giới
Ngày Sách Thế giới, (tiếng Anh: World Book Day) hoặc Ngày Sách và Bản quyền Thế giới, Ngày Sách Quốc tế, là một sự kiện hàng năm diễn ra vào ngày 23 tháng 4 do UNESCO tổ chức nhằm thúc đẩy việc đọc, xuất bản sách và quyền tác giả. 
Là dịp thể hiện sự hợp tác và hợp lực giữa các tác giả, các nhà xuất bản, các trường học, thư viện, các cơ quan Nhà nước, công ty cùng các tổ chức phi chính phủ, cơ quan thông tin đại chúng trong việc tổ chức lễ kỷ niệm về sách và tác giả. 
Ngày Sách Thế giới được kỷ niệm lần đầu ngày 23 tháng 4 năm 1995.

## Ngày Sách
Ngày 23 tháng 4 là ngày kính nhớ Thánh George. Ngày này được chọn vì liên quan đến một truyền thống của vùng tự trị Catalonia của Tây Ban Nha, vào ngày kỷ niệm Thánh bảo trợ George, người dân tặng nhau hoa hồng và sách. Ngoài ra, ngày này còn được cho là ngày ra đời và ngày qua đời của William Shakespeare, ngày mất của Miguel de Cervantes và tác giả Catalan Josep Pla và ngày sinh nhật của người đoạt giải Nobel Iceland Halldór Laxness (tuy nhiên cần lưu ý rằng tuy Shakespeare và Cervantes, mặc dù qua đời trong cùng ngày 23 tháng 4 năm 1616, nhưng lại không phải cùng ngày, tại thời điểm này ở Anh vẫn còn dùng lịch Julian, trong khi Tây Ban Nha đã dùng lịch Gregory; như vậy Shakespeare qua đời sau Cervantes mười ngày)
Hàng năm, UNESCO cùng ba tổ chức quốc tế chuyên về sách là Hiệp hội Xuất bản Quốc tế (IPA), Liên đoàn Sách Quốc tế (IBF) và Liên đoàn Quốc tế các Thư viện và Hiệp hội Thư viện (IFLA) chọn ra Thủ đô sách của thế giới trong khoảng thời gian một năm, bắt đầu từ ngày 23/4.
Vào ngày này, tại nhiều quốc gia có tổ chức triển lãm sách, các cuộc đọc sách công cộng, các nhà bán sách giảm giá hay là phát thẻ quà tặng sách,...Hiện nay đã có đến hơn 150 quốc gia hưởng ứng kêu gọi của Liên Hợp quốc, tổ chức kỷ niệm Ngày Sách và Bản quyền Thế giới với những hoạt động thiết thực thông qua nhiều hình thức và chủ đề đa dạng khác nhau. 
Tại Anh, ngày này được dời sang thứ năm đầu tiên của tháng Ba.

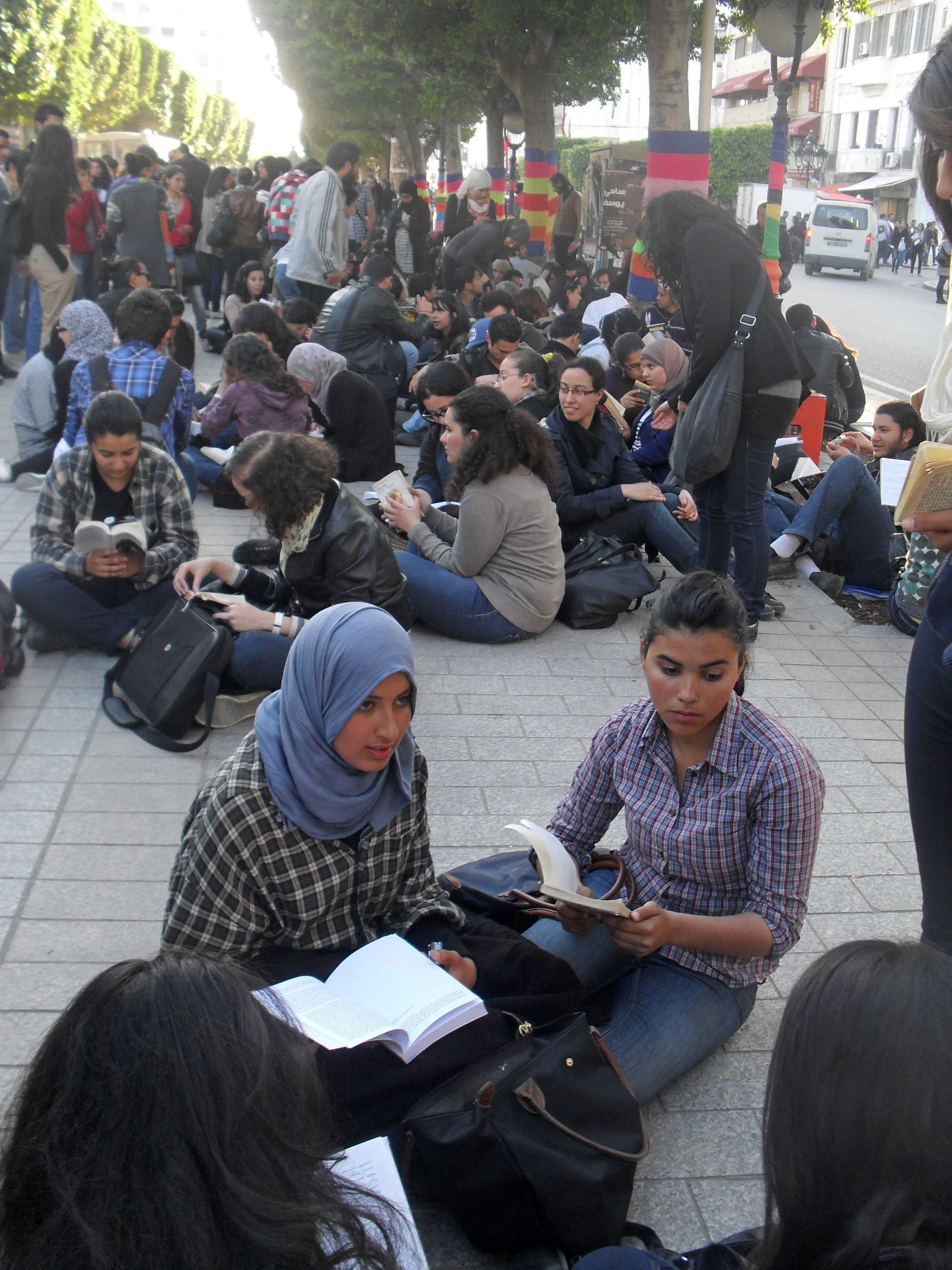
Sinh viên Tunisia thực hiện việc đọc sách trên đường phố, vào Ngày Sách Thế giới năm 2012
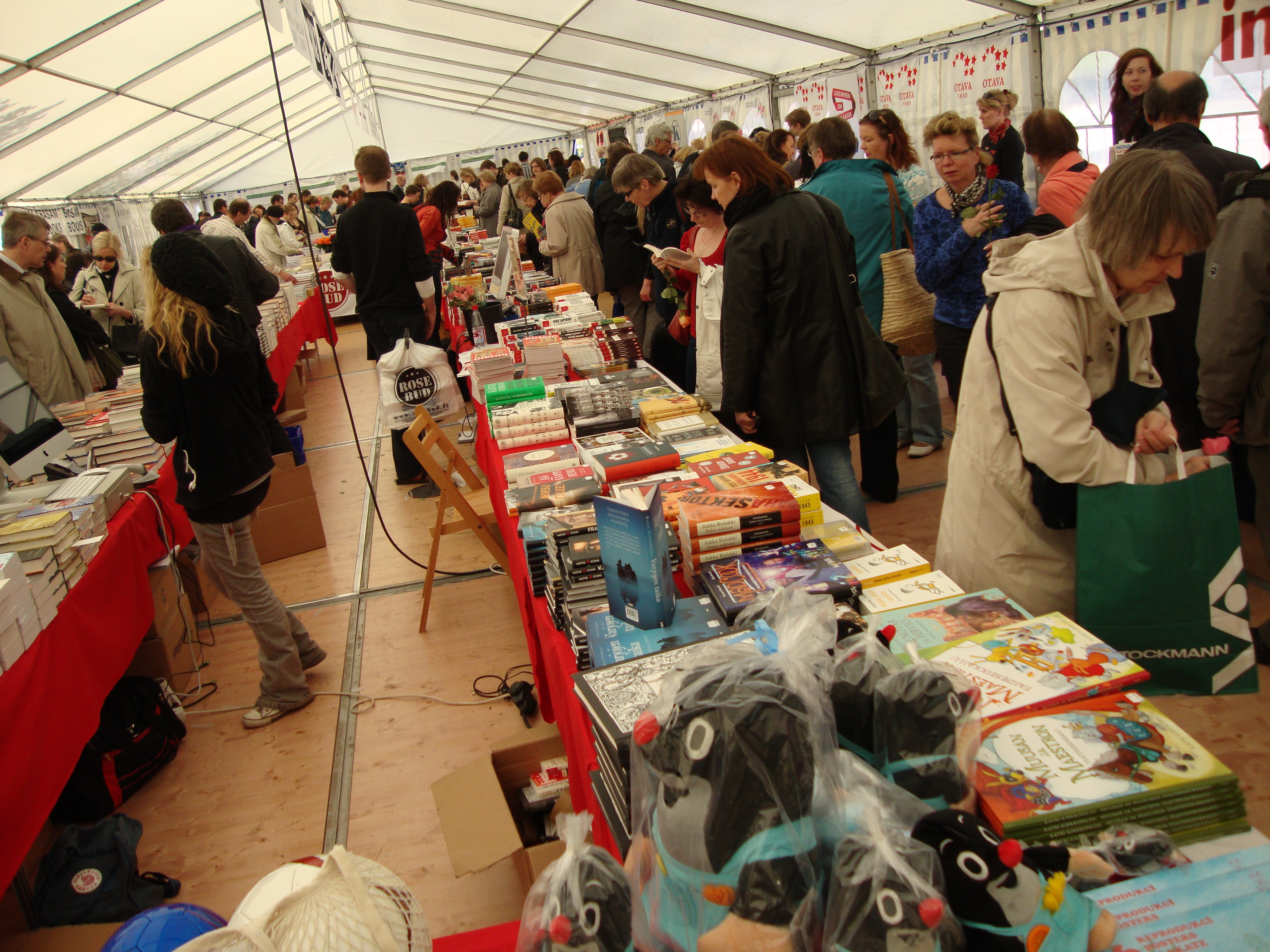
Hội chợ sách tại Helsinki, Phần Lan ngày Sách Thế giới 2011
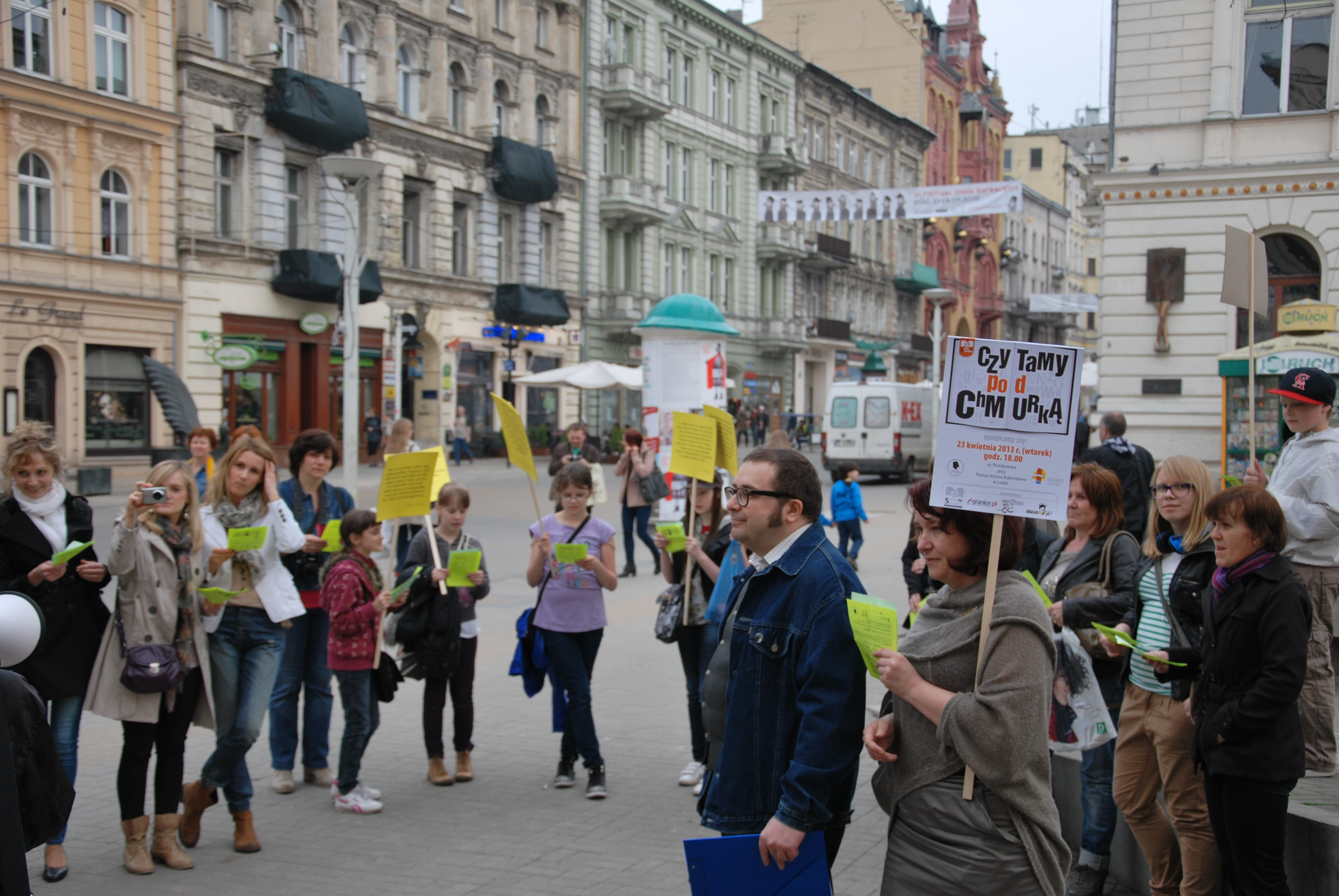
Cổ động "đọc sách 5 phút" (đúng ra là nội dung đọc 5 phút chỉ in vừa 1 tờ giấy) tại Łódź, Ba Lan năm 2013
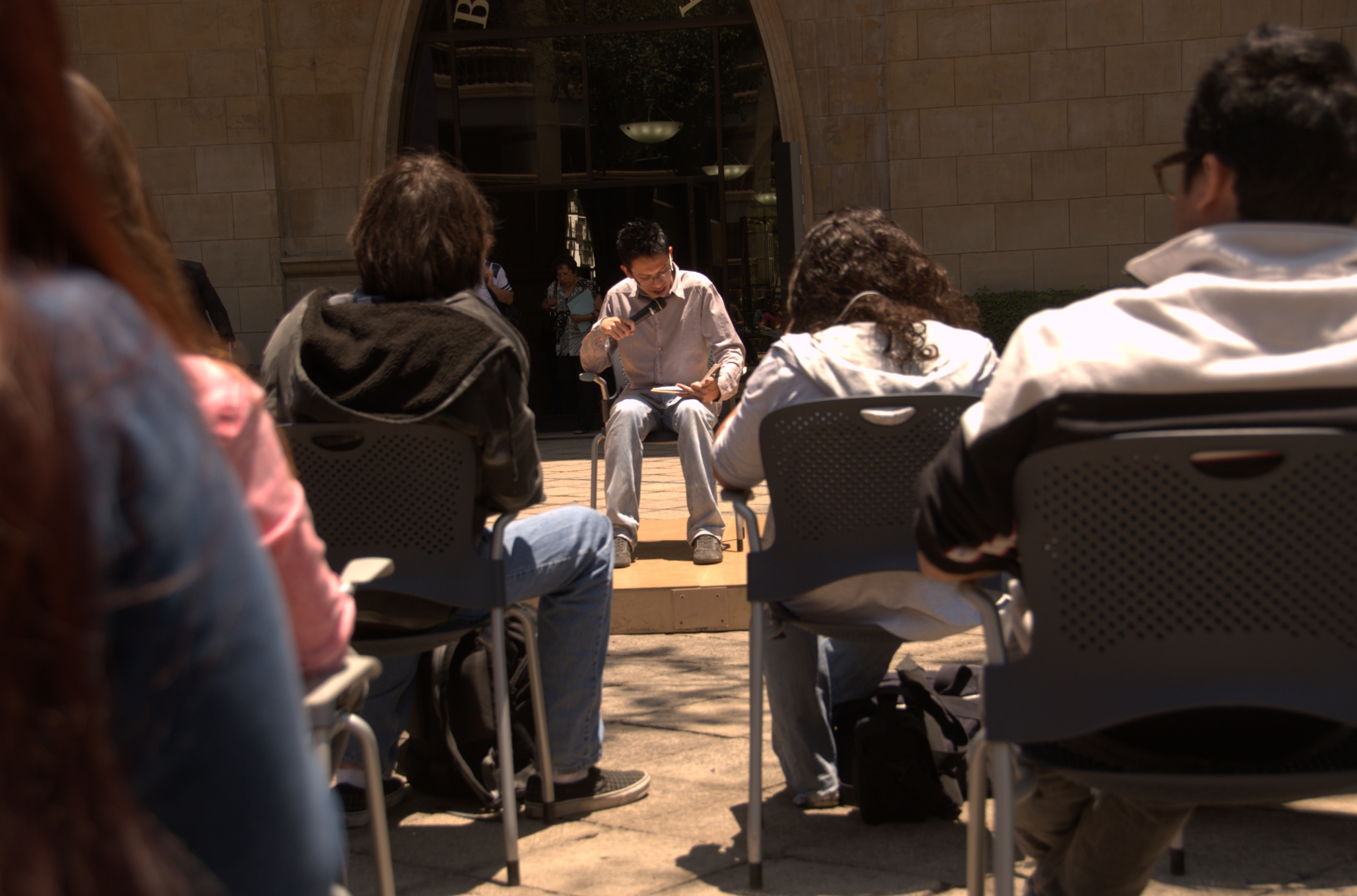
Diễn đàn đọc sách được tổ chức bên ngoài thư viện Viện Công nghệ Monterrey và Giáo dục Đại học, Thành phố Mexico